# John Edgar Dick
John Edgar Dick (né en 1957) est titulaire de la chaire de recherche du Canada en biologie des cellules souches, scientifique principale au Princess Margaret Cancer Center, University Health Network et professeur au département de génétique moléculaire de l'Université de Toronto au Canada. Il est crédité d'avoir identifié pour la première fois des cellules souches cancéreuses dans certains types de leucémie humaine . Ses découvertes révolutionnaires soulignent l'importance de comprendre que toutes les cellules cancéreuses ne sont pas identiques et donnent ainsi naissance à une nouvelle direction dans la recherche sur le cancer ,. Dick est également connu pour sa démonstration de la capacité d'une cellule souche sanguine à reconstituer le système sanguin d'une souris, son développement d'une technique permettant à une souris immunodéficiente de transporter et de produire du sang humain, et sa création de la première souris au monde avec leucémie humaine ,,,,,.

## Jeunesse et éducation
Dick grandit dans une ferme du sud du Manitoba. Il commence sa scolarité dans une école à classe unique. Plus tard, il déménage à Winnipeg pour étudier afin de devenir technicien en radiologie. Là, il remarque qu'un de ses colocataires fréquente l'université et étudie la biologie. Il se rend compte qu'il est plus intéressé par la biologie et décide de changer d'activité.
Dick débute à l'Université du Manitoba en se spécialisant en microbiologie  et obtient un doctorat en philosophie en 1984 .

## Carrière et recherche
En 1984, il déménage à Toronto. Afin de subvenir aux besoins de sa femme et de ses deux enfants, il travaille à temps partiel dans un laboratoire de radiologie pendant qu'il termine son post-doctorat dans le laboratoire d'Alan Bernstein (en). Bernstein, un chercheur renommé sur le cancer dont le directeur de thèse était James Till à l'Institut du cancer de l'Ontario, guide Dick vers la recherche sur les cancers du sang.
Au cours des cinq années suivantes, Dick développe un test de repeuplement in vivo en utilisant la souris NOD/SCID. Cette technique consistant à utiliser une souris immunodéficiente pour générer des cellules hématopoïétiques humaines vaut à Dick une reconnaissance internationale  ,.
En 1994, Nature  publie son article décrivant comment les cellules souches cancéreuses se développent lentement. Dick explique : « La plupart des types de chimiothérapie sont conçus pour tuer les cellules cancéreuses à croissance rapide. C'est pourquoi la leucémie peut réapparaître après le traitement. Pour se débarrasser du cancer, il faut trouver des moyens d'éliminer les cellules souches." De nombreux chercheurs qualifient la découverte de Dick d'intéressante, mais peu susceptible de s'appliquer aux tumeurs solides.
En 1997, Dick signale la détection de cellules souches cancéreuses à l'origine de trois autres formes de leucémie. Cette fois, il la présente comme "l'hypothèse des cellules souches cancéreuses". Son modèle déclare qu'il existe différentes cellules cancéreuses et parmi elles, il existe un ordre hiérarchique dans lequel la cellule souche anormale est à la fois la clé de la formation et de l'alimentation d'un cancer. Par conséquent, sans cellule souche anormale, les cancers ne se développeront pas. Cette fois, son rapport est considéré comme une percée  .
Dick transforme l'étude de l'hématopoïèse et de la leucémogenèse humaines, avec son développement de méthodologies pour la transplantation de moelle osseuse humaine chez des souris immunodéficientes, avec un repeuplement multilignée résultant de la moelle osseuse murine et d'autres tissus hématopoïétiques. Grâce à cette approche, il identifie des cellules souches hématopoïétiques humaines se reproduisant à long terme et génère des modèles murins de leucémie . Ses études montrant qu'un sous-ensemble spécifique de cellules leucémiques sont réellement capables de récapituler la croissance tumorale sont reconnues comme la base de tous les travaux en cours sur le modèle de cellules souches cancéreuses et son application au traitement du cancer .
Depuis 2006, Dick est chercheur principal à la Division de biologie cellulaire et moléculaire du Toronto General Research Institute et membre fondateur du Réseau de cellules souches du Canada .
En 1997, il reçoit le prix Michael Smith des Instituts de recherche en santé du Canada , en 2000, le prix Robert L. Noble pour l'excellence en recherche sur le cancer par l'Institut national du cancer du Canada . En 2004, il est élu membre de la Société royale du Canada (FRSC) et en 2014 Fellow de la Royal Society (FRS) . En 2017, il est lauréat du prix Keio Medical Science pour ses travaux sur les cellules souches cancéreuses  et en 2020 reçoit le Prix international Pezcoller Foundation-AACR pour réalisation extraordinaire dans la recherche sur le cancer 